# Josep Apel·les Santolaria de Puey i Cruells
Josep Apel·les Santolaria de Puey i Cruells (Barcelona, 29 de juliol de 1966) popularment anomenat padre Apeles, és un personatge mediàtic d'Espanya, amb ocupacions diverses com sacerdot, advocat, presentador de televisió i comentarista. És renebot de la religiosa Magdalena Cruells i Comas.

## Treball professional i personatge públic
Va estudiar en el Seminari Menor de Barcelona, posteriorment un curs en l'Institut Jaume Balmes de Barcelona, passant després al Seminari Diocesà de Tortosa, i d'allí a Roma, on va ser ordenat sacerdot el 1993.
Des de petit es va vincular als mitjans de comunicació i en els anys 1980 va participar en programes infantils radiofònics com Niñolandia de Ràdio Miramar de Barcelona o Peques de Radiocadena Española de Barcelona.
Ha intervingut a Sálvame, La Noria, DEC, Espejo público, Crónicas marcianas, Arucitys, El castillo de las mentes prodigiosas, Gran hermano VIP: El desafío, Día a día, Hoy de mañana, Moros y cristianos, Cita con Apeles, De pe a pa, A las diez en casa, Los unos y los otros.
Va tenir una enorme fama en els noranta, en televisió i sobretot en Moros y cristianos, com a contertulià amb uns comentaris molt polèmics. Vestit sempre de clergue, intervenia en aquest programa amb format de debat, amb un estil irònic i mordaç que va ser determinant perquè Moros y cristianos es convertís en líder d'audiència.
Les seves actuaciones van ser desautoritzades per la Conferència Episcopal Espanyola que va declarar el 1997 que Apel·les "mai ha pertangut a cap diòcesi espanyola o a instituts o a congregacions radicades a Espanya".

## Obres
- El Papa ha muerto ¡Viva el Papa!.  Barcelona: Plaza & Janés. ISBN 8401550041. ISBN 9788401550041. OCLC 43895802.[5]

- Historias de los Papas.  Barcelona: Plaza & Janés. ISBN 8401540496. ISBN 9788401540493. OCLC 41496130.,[6] amb prefaci de Carlos Fisas i presentat per Fernando Vizcaíno Casas

- Che cosa succede quando muore il Papa?.  Casale Monferrato: Edizioni Piemme. ISBN 8838448604. ISBN 9788838448607. OCLC 799372500.,[7] amb prefaci del Cardenal Alfons Maria Stickler, S.D.B., Prefecte emèrit de la Biblioteca i Arxiu Vaticano).

- I Papi in libertà: Manie, stranezze e curiosità.  Casale Monferrato: Edizioni Piemme. ISBN 8838464960. ISBN 9788838464966. OCLC 799601174.[8]

- "El Papa ha muerto, ¡Viva el Papa!. Cómo cambia el poder en el Vaticano".  Barcelona: Ediciones Áltera. ISBN 848977966X. ISBN 9788489779662. OCLC 60666624..[9]

- "Relaciones jurídicas internacionales de la Soberana Orden de San Juan de Malta".

- "Annuario Diocesano 2017. Arcidiocesi di Ferrara-Comacchio: Indicatore ecclesiastico per l'anno 2017. Stato del Clero e delle Parrocchie".

## Distincions
Orde Sobirà i Militar de Malta ( 9 de maig de 1994)
 Orde del Sant Sepulcre ( 21 Octubre 2017)
 Sagrat Orde Militar Constantinià de Sant Jordi ( 9 de maig de 1994)
 Orde Teutònic ( 20 Novembre 2016)
 Orde de la Immaculada Concepció de Vila Viçosa ( 25 Març 2007)
 Orde dels Sants Maurici i Llàtzer ( 22 Març 2017)
 Orde de Sant Miquel de l'Ala ( 10 Desembre 2005)
 Reial Confraria de Cavallers cubicularis de Zamora ( 9 Maig 1996)
Ordre de Vitéz ( 5 Novembre 2021)
Institut nacional per la guàrdia d'honor a les reials tombes del Panteó ( 13 Abril 2011)